# Собор Святого Вита (Риека)

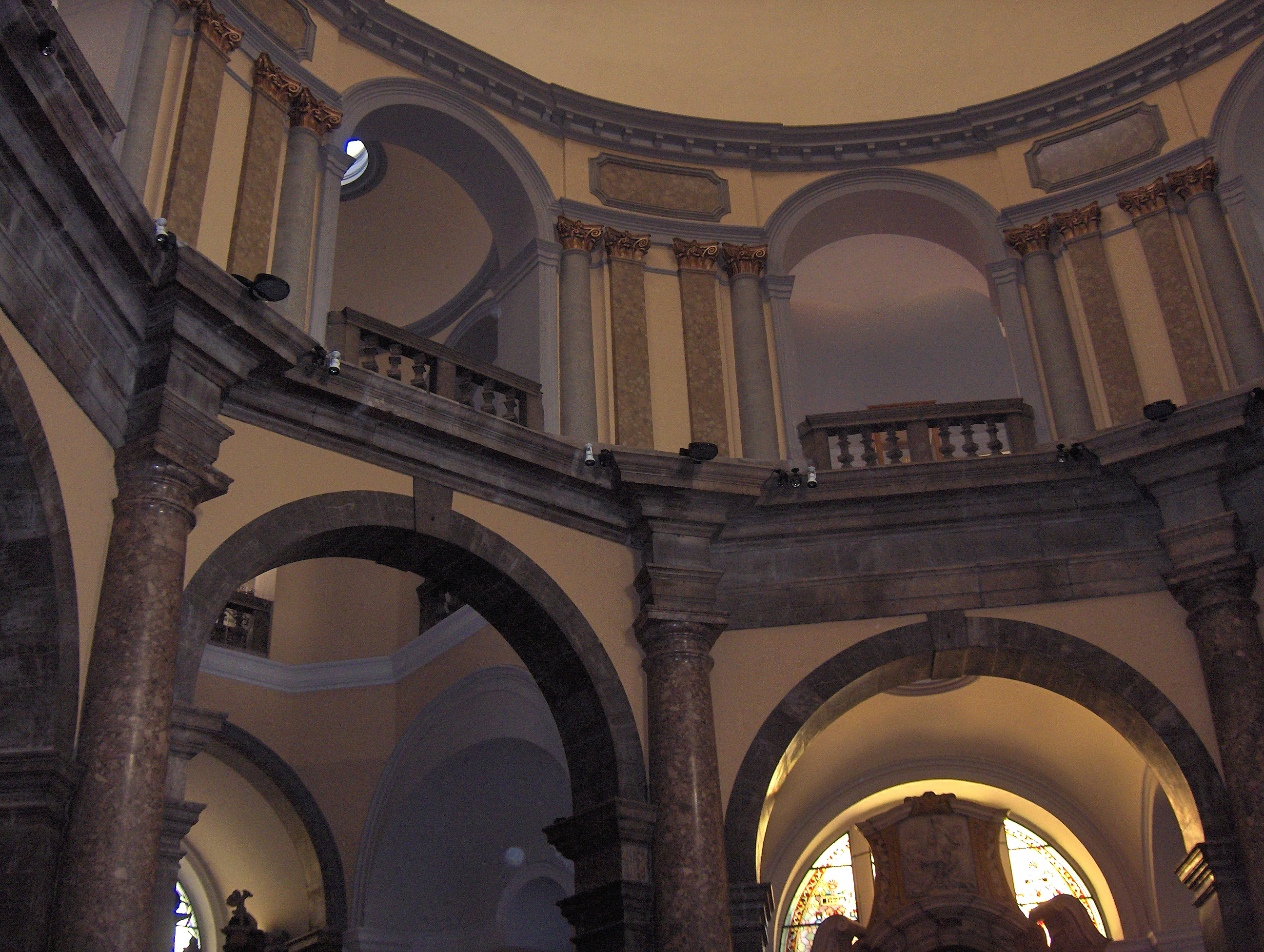
Интерьер собора

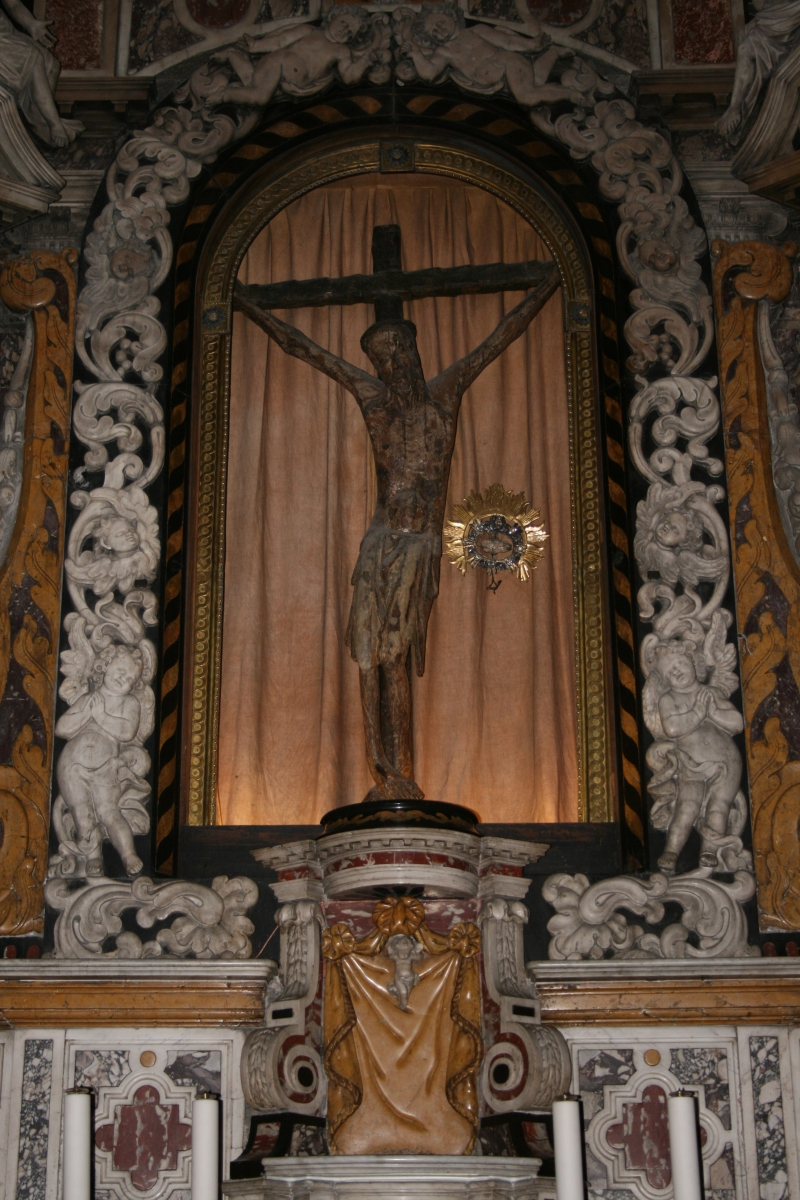
Распятие XIII века

Собор Святого Вита — католический собор в городе Риека, Хорватия. Кафедральный собор
архиепархии Риеки, памятник архитектуры. Освящён во имя святого Вита.
Собор расположен в северной части старого города Риеки. Строительство современного здания церкви началось в 1638 году и продолжалось почти 100 лет. Образцом для создания храма послужил знаменитый венецианский собор Санта-Мария-делла-Салюте . Возводили храм иезуиты (архитектор Джакомо Бриано). До этого на данном месте располагалась небольшая романская церковь, также посвящённая Святому Виту, одному из покровителей Риеки. После строительства новой церкви из старой в неё были перенесены один из алтарей и каменное распятие (и то и другое создано в XIII веке). Старинное каменное распятие почитается верующими как чудотворное.
Вплоть до 20-х годов XX века была церковью ордена иезуитов. После того, как Риека стала центром епархии, а с 1969 года и архиепархии, церковь Святого Вита приобрела статус кафедрального собора.
Церковь построена в форме ротонды, что исключительно необычно для хорватской архитектуры. В интерьере присутствуют черты барокко и ренессанса.
Собор Святого Вита изображён на оборотной стороне купюры в 100 хорватских кун.